# Łoje-Awissa
 (novembre 2016).
Si vous disposez d'ouvrages ou d'articles de référence ou si vous connaissez des sites web de qualité traitant du thème abordé ici, merci de compléter l'article en donnant les références utiles à sa vérifiabilité et en les liant à la section « Notes et références ».
Łoje-Awissa [ˈwɔjɛ aˈvissa] est un village polonais de la gmina de Radziłów dans le powiat de Grajewo et dans la voïvodie de Podlachie. Il se situe à environ 5 kilomètres au sud-est de Radziłów, à 31 kilomètres au sud de Grajewo et à 56 kilomètres au nord-ouest de Białystok. 
Le village compte approximativement 170 habitants.